# Csömöri Sírkert és Hamvasztóüzem
A Csömöri Sírkert és Hamvasztóüzem, röviden csömöri krematórium a Budapesti Temetkezési Intézet (BTI) egyetlen működő krematóriuma, mely a Pest vármegyei Csömör település határában található.

## Története
A csömöri krematóriumot 2002-ben építették magánberuházásként. A létesítmény akkor két hamvasztókemencével és 45 férőhelyes hűtőkamrával rendelkezett. A létesítmény gazdaságosságával elégedetlen tulajdonosok eladták a Budapesti Temetkezési Intézetnek (BTI) a krematóriumot, mely később a BTI 2007. január 1-jén bezárt Új köztemető-beli krematóriuma helyébe lépett. A BTI 2006-ban kibővítette a létesítményt, a hűtőházat 177 férőhelyesre bővítették és a meglévő két kemence mellé további két hamvasztókemencét építettek.
2024ben a két eredeti kemence lebontásra került. Helyére egy megnövelt kapacitásút építettek, így lehetőség nyilt a túlsúlyos elhunytak kezelésére is. 

## Jellemzői
A létesítményben évente kb. 15–16 ezer hamvasztást végeznek. A hamvasztás 800–1100 °C közötti hőmérsékleten zajlik a földgáz-fűtésű kemencékben, a hamvasztandó tetem állapotától függően átlagosan 40–80 percig. A hamvasztás után a hamvakat porítják, majd háromliteres urnába zárják. A folyamat jelentős részben automatizált és számítógép által vezérelt.
Az intézményhez tartozik egy 40–50 fő befogadására alkalmas ravatalozó és egy sírkert is, ahol szórásos temetésre és az urnák elhelyezésére is lehetőség van.
2008-ban egy tűzeset miatt leégett a krematórium épületének mintegy 300 m²-es tetőszerkezete.